# Valentyin Petrovics Glusko
Valentyin Petrovics Glusko, ukrán névváltozatban Valentin Petrovics Hlusko (oroszul és ukránul: Валентин Петрович Глушко; Odessza, 1908. szeptember 2. – Moszkva, 1989. január 10.) ukrán származású szovjet mérnök, Koroljov és Cselomej mellett a szovjet űrprogram harmadik jelentős alakja.
1929-ben a GDL-ben (oroszul: Gazogyinamicseszkaja Laboratorija – Gázdinamikai Laboratórium) – az első Rakétakutató, fejlesztő és kísérleti Intézet, az általa javasolt és létrehozott folyékony hajtóanyagú és elektrotermikus (plazma) rakétafejlesztési osztály vezetője. A világon elsőként foglalkozott a plazmarakéták kialakításával.
A GIRD és a GDL egyesítéséből 1933-tól osztályával az RNII (oroszul: Reaktyivnij Naucsno-Isszledovatyelszkij Insztyitut – Rakétakutató Intézet) keretében tevékenykedett.
1938-ban, a sztálini megtorlások idején elítélték és bebörtönözték. Munkásságának középpontjában kezdetben a folyékony hajtóanyagú rakétahajtóművek álltak.
1939-től az osztálya az RNII-ből kiválva önálló szerkesztőcsoporttá, 1941-től kísérleti-szerkesztő irodává alakult GDL-OKB (oroszul: Gazogyinamicseszkaja Laboratorija – Opitno-Konsztruktorszkoje Bjuro – Kísérleti Tervezőiroda), azaz Rakétakutató, fejlesztő és kísérleti Intézet név alatt tevékenykedett.
1974-től a szovjet űrrendszerek főtervezője volt, majd ő irányította a Buran-program hordozórakétájának, az Enyergija rakétának a kifejlesztését. Koroljov mellett részt vett az első szovjet hordozórakéta, az R–7 kifejlesztésében, jelentős érdemeket szerzett az első műhold és az első űrhajók megalkotásában. A holdrakéta fejlesztésében Koroljovval folytatott vetélkedésének jelentős szerepe volt abban, hogy az N1 rakéta kudarcot vallott és a Szovjetunió elveszítette a holdra szállásért folytatott versenyt. Nevét viseli az általa 1929 májusában a Gázdinamikai Laboratóriumon belül létrehozott tervezőcsoportból később kinőtt tervezőiroda, illetve vállalat, az NPO Enyergomas.